# باتريك (شركة ملابس رياضية)
باتريك (بالإنجليزية: Patrick)‏ هي شركة ملابس رياضية مقرها في أودينارد، فلاندر الشرقية، بلجيكا.